# Crisia howensis
Crisia howensis är en mossdjursart som beskrevs av Maplestone 1905. Crisia howensis ingår i släktet Crisia och familjen Crisiidae. Inga underarter finns listade i Catalogue of Life.